# Saravi Creek
Saravi Creek är ett vattendrag i Fiji.   Det ligger i divisionen Västra divisionen, i den norra delen av landet, 80 km nordväst om huvudstaden Suva. Saravi Creek ligger på ön Viti Levu.